# Висмутид лития
Висмутид лития — интерметаллид лития и висмута состава LiBi.
Кристаллизуется в тетрагональной сингонии, пространственная группа P 4/mmm, параметры ячейки a = 0,3368 нм, c = 0,4256 нм, Z = 1, структура типа медьзолота AuCu.
Соединение образуется по перитектической реакции при температуре 415°С. При температуре 400°С в кристаллах происходит фазовый переход.